# Melanargia superocellata
Melanargia superocellata är en fjärilsart som beskrevs av Melcon. Melanargia superocellata ingår i släktet Melanargia och familjen praktfjärilar. Inga underarter finns listade i Catalogue of Life.